# Victor Vignon
Paul-Victor Vignon, más conocido simplemente como Victor Vignon (Villers-Cotterêts, Picardía, 1847 - Meulan, 1909) fue un pintor francés impresionista.
Fue alumno de Camille Corot, cuyo estilo lo marcó profundamente. Su estilo también se vio influido por el de Adolphe-Félix Cals. Entró en contacto con los pintores del grupo impresionista, en particular con Armand Guillaumin, Paul Cézanne y Camille Pissarro. Participó en cuatro de las ocho exposiciones impresionistas, en 1880, 1881, 1882, 1886. Fue también amigo del doctor Paul Gachet y los hermanos Theo y Vincent van Gogh.